# Miklósy György
Miklósy György, olykor Miklósi vagy Miklóssy (Budapest, 1925. május 30. – Budapest, 2007. november 18.) Jászai Mari-díjas magyar színművész, szinkronszínész, érdemes művész.

## Élete

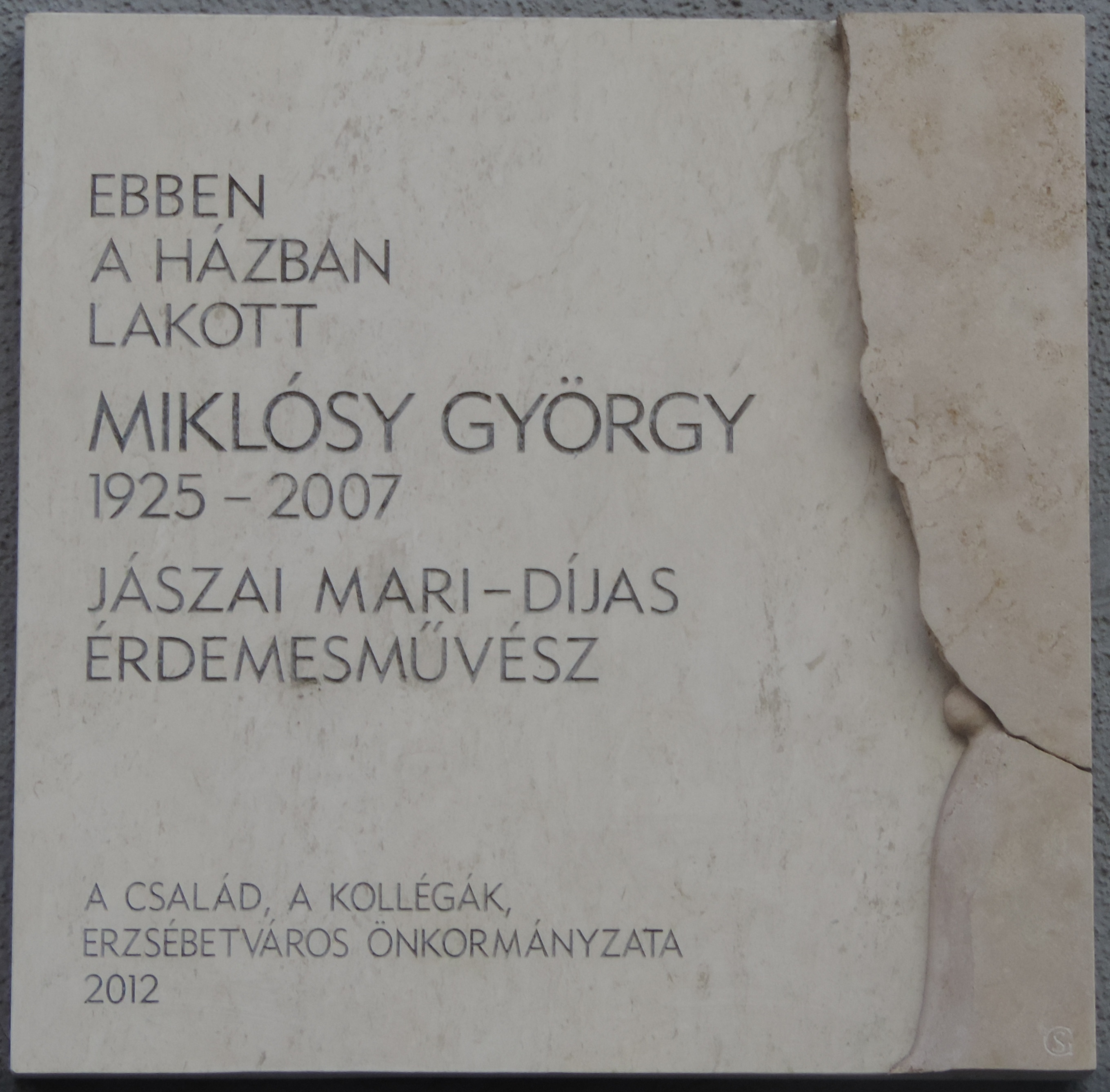
Miklósy György emléktáblája egykori lakhelyén, a Dohány utca 57. szám alatt

Színészcsaládba született, Miklósy Aladár és Molnár Aranka fia, és Miklósy Gyula unokájaként. Nagynénje is színésznő volt, Kolozsvárott. Bár rengeteg gyerekszerepet játszott, igyekezett – mások tanácsára – távol maradni a színháztól. 15-16 éves korában az iskolai énekkar kisegítő karnagya volt, de már akkor érezte, színésznek kell lennie.
A Pázmány Péter Tudományegyetemen folytatott bölcsészettudományi tanulmányait 1947-ben fejezte be, miközben 1945-től már a Színház- és Filmművészeti Főiskola hallgatója volt. 1949-ben végzett Gellért Endre osztályában. Tanára volt Ascher Oszkár is.
Karrierje a Szegedi Nemzeti Színházban indult, ahova épp az államosítást követően került. Az átszervezések következtében Benkő Miklós vezetése alatt csupán egy prózai tagozat maradt a színháznál, amelynek ő is tagja volt. Csillag Miklós igazgatóval és Ádám Ottó 1953-as főrendezői kinevezésével igazi megújulás kezdődött. 1956-ban a főrendezővel együtt mégis átszerződött a fővárosi Madách Színházba Horvai Istvánhoz. 1960-ban az akkor szerveződő zenés Petőfi Színház tagja lett Szinetár Miklós hívására, aki mellett tanársegéd volt a színművészeti főiskolán. Ettől az időszaktól szerepelt színházi közvetítésekben – ilyen volt például az Üvegcipő – és tévéjátékokban. Később a Várkonyi Zoltán által a Vígszínházhoz vitt öt színész egyikeként huszonöt éven át, 1964–1989 között maradt ott. 1989-ben Bálint András szerződtette a Radnóti Színházhoz.
Vendégként fellépett a Budapesti Katona József Színházban, a Játékszínben, a Pesti Vigadóban, Gyula, Eger, Székesfehérvár színházaiban, illetve – bár ezek a műfajok nem álltak hozzá közel – esztrádműsorokban és kabarékban is. Hallható volt még hangjátékokban és szinkronhangként.
1956–1960 és 1983–1991 között adjunktusként tanított a Színház- és Filmművészeti Főiskolán. Színpadi szerepei mellett számos filmben és tévésorozatban játszott mint színész vagy szinkronszínész, egészen haláláig.
Kétszer nősült. Első felesége 1949–91 között Radványi Zsuzsa volt, akinek halála után, 1994-ben Sztudinka Ilonát vette nőül. Gyermekei Judit (1950), aki színésznő lett, Katalin (1954) és Anna (1958).
2012. november 16-án leplezték le az emlékére állított domborművet – amit Stremeny Géza szobrászművész készített – Erzsébetvárosban, a Dohány utca 57. homlokzatán. Ez alkalomból Vattamány Zsolt, Erzsébetváros polgármestere és Bálint András mondott beszédet.

## Színpadi szerepek
- Molière: A nők iskolája – Arnolphe
- Hubay-Vas-Ránki: Egy szerelem három éjszakája – Sándor
- Csiky: Mákvirágok – Timót Pál
- Gorkij: Kispolgárok – Percsihin
- Bródy: A medikus – Arrak, egykori szabó
- Csehov: Cseresznyéskert – Jepihodov
- Csehov: Sirály – Sorin
- Gogol: A revizor – Dobcsinszkij
- Brecht-Weill: Koldusopera – Tigris Brown
- Shakespeare: II. Richard – York
- Örkény István: Forgatókönyv – Misi bohóc
- Örkény István: Pisti a vérzivatarban – Papa
- Vészi: A sárga telefon – Kelemen K. Kelemen
- Gosztonyi: Andrássy út 60. – Farkas
- Miller: Alku – Solomon
- Weöres: Holdbéli csónakos – Jégapó
- Memet: Floridai öröklakás eladó – Aaronow
- Dürrenmatt: Meteor – Carl Koppe
- Dürrenmatt: A nagy Romulus – Apollyon
- Moldova: Az Ifjú Gárda, avagy ugyan már Ibolyka! – Sebestyén Dezső színész
- Szép Ernő: Vőlegény – Fater
- Zsolt Béla: Oktogon – Bruck
- Barta: Szerelem - Szalay
- Tábori György: Mein Kampf – Lobkowitz
- Mándy-Valló: Régi idők mozija – 2. férfi
- Osztrovszkij: Erdő – Bodajev
- Móricz Zsigmond: Rokonok – Berci bácsi
- Örkény István: Macskajáték – Csermlényi Viktor
- Pinter: A születésnap – Petey
- Darvasi László: Störr kapitány – Rabló
- Karinthy Márton: Lassú felmelegedés – Igazgató
- Bacsó Péter: A tanú – püspök
- Csehov: Cseresznyéskert – Firsz
- Szép Ernő: Lila ákác – Józsi pincér
- Molnár Ferenc: Riviera – Tűzoltó
- Peter Handler: Az óra, amikor semmit nem tudunk egymásról

## Filmek

### Játékfilmek
- Dani (1957)
- Tegnap (1958)
- Kard és kocka (1959)
- Délibáb minden mennyiségben (1961)
- Jó utat autóbusz (1961)
- Egy ember, aki nincs (1963)
- Meztelen diplomata (1963)
- Mindennap élünk (1963)
- Párbeszéd (1963)
- A kőszívű ember fiai 1-2. (1964)
- Különös házasság (1965)
- Egy magyar nábob (1966)
- És akkor a pasas… (1966)
- Sok hűség semmiért (1966)
- Bűbájosok (1969)
- Utazás a koponyám körül (1970)
- Hahó, Öcsi! (1971)
- Emberrablás magyar módra – nálunk ez lehetetlen (1972)
- Utazás Jakabbal (1972)
- Kakuk Marci (1973)
- A pendragon legenda (1974)
- A kard (1976)
- Fekete gyémántok 1-2. (1976)
- Tótágas (1976)
- Amerikai cigaretta (1977)
- Csillag a máglyán (1978)
- Kinek a törvénye? (1978)
- Égigérő fű (1979)
- Mese habbal (1979)
- Requiem (1981)
- Csak semmi pánik (1982)
- Délibábok országa (1983)
- Az élet muzsikája – Kálmán Imre (1984)
- Napló gyermekeimnek (1984)
- Mátyás, az igazságos (1985) – Fogadós (hang)
- Macskafogó (1986) – Egyik Intermouse ajtónálló őr (hang)
- Szeleburdi vakáció (1987)
- Miss Arizona (1987)
- Az erdő kapitánya (1988) – Piroska (hang)
- Sárkány és papucs (1989) – Pelikán (hang)
- Napló apámnak, anyámnak (1990)

### Tévéfilmek
- Karácsonyi ének (1964)
- Az ember tragédiája (1969)
- A revizor (1970)
- Egy esküdtszéki tárgyalás (1970)
- Pesti erkölcsök (1970)
- Aszfalt mese (1971)
- Egy óra múlva itt vagyok… (1971)
- Különös vadászat (1972)
- Egy ember és a többiek (1973)
- És mégis mozog a föld (1973)
- Gőzfürdő (1973)
- Lyuk az életrajzon (1973)
- Mekk Elek, az ezermester (1973) – Teknős (hang)
- Mikrobi (1973-1975) – További szereplő (hang)
- Vivát, Benyovszky! 1-13. (1973)
- Aranyborjú (1974)
- Kérem a következőt! II-III. (1974-1983) – Lajhár; Kék róka (hang)
- Örökzöld fehérben feketében (1974)
- Utazás a Holdba 1-3. (1974)
- A peleskei nótárius (1975)
- A sas meg a sasfiók (1975)
- Százéves asszony (1975)
- Tudós nők (1975)
- Beszterce ostroma 1-3. (1976)
- Süsü, a sárkány (1976) – Sárkányfűárus (hang)
- Bezzeg a Töhötöm! (1977)
- A zöldköves gyűrű (1977)
- Fogságom naplója (1977)
- Csaló az üveghegyen (mesejáték) - Sütnivaló (1977)
- Gombó kinn van (1977)
- Megtörtént bűnügyek az Iskolatársak voltak című rész (1977)
- Rossini: A sevillai borbély (1977)
- Baleset (1978)
- Frakk, a macskák réme III-IV. (1978-1984) – Télapó; Tóni bácsi, a régiség árus (hang)
- Mednyánszky (1978)
- Pom Pom meséi I-II. (1978-1981) – Hapci Benő; további szereplő (hang)
- Vakáció a halott utcában (1978)
- Vakáción a Mézga család (1978) – Vendéglős; Színész (hang)
- Zokogó majom 1-5. (1978)
- Rab ember fiai (1979)
- Süsü, a sárkány kalandjai (1980-1982) – Sárkányfűárus (hang)
- Vízipók-csodapók II-III. (1980-1985) – Ormányos bogár (2. évadban), Giliszta apuka; Szentjánosbogár (hang)
- Vannak még angyalok (1981)
- Mese az ágrólszakadt Igricről (1981)
- A nagy ho-ho-horgász I. (1982) – Öreg hal (+ Képessy József) (hang)
- A száztizenegyes (1982)
- Fehér rozsda (1982)
- Buborékok (1983)
- Mint oldott kéve 1-7. (1983)
- Linda (1983) – Erlich Béla; Petneházy Ferenc
- Kíváncsi Fáncsi I. (1984) – Füles bagoly (hang)
- Lenkey tábornok (1985)
- Tizenötezer pengő jutalom (1985) – Rendőrtiszt
- Üvegvár a Mississippin (1985)
- A fantasztikus nagynéni 1-2. (1986)
- A kertész kutyája (1986)
- Míg új a szerelem (1986)
- A komáromi fiú (1987)
- Egy gazdag hölgy szeszélye (1987) (Miklósi György néven)
- Gyilkosság két tételben (1987)
- Fűszer és csemege (1988)
- Angyalbőrben (1988)
- Oktogon (1989)
- Halállista (1989)
- Randevú Budapesten (1989)
- A nagy varázslat (1989)
- Öregberény (1994)
- X polgártárs (1995)
- A körtvélyesi csíny (1995)
- Szelídek (1995)
- Szomszédok (1988-1993 és 1996)
- TV a város szélén (1998)

### Szinkron
- Jamie és a csodalámpa - Szám bácsi magyar hangja (2. évad) (MTV1, 1985)

## Hangjátékok
- Vészi Endre: Statisztika (1964)
- Friedrich Dürrenmatt: Straniczky és a nemzeti hős (1965)
- Művészpályám - Bikádi György visszaemlékezése (1965)
- Gábor Andor: Dollárpapa (1971)
- Zdenek Sverák: A három autó (1973)
- Otfried Preussler: Egy kicsi szellem visszatér (1976)
- John Arden: Zsákos ember terhe (1977)
- Lengyel Balázs: A szebeni fiúk (1977)
- Max Lündgren: Az aranynadrágos fiú (1979)
- Mándy Iván: A tengerbe esett férfi (1980)
- Marék Antal: A titokzatos kéz (1981)
- Szobotka Tibor: Harkály a fán (1983)
- Shaw, G. B.: Az orvos dilemmája (1985)
- Molnár Ferenc: Egy, kettő, három (1986)
- Poe, Edgar Allen: Pár szó egy múmiával (1992)
- Zsolt Béla: Oktogon (1992)
- Ladislav Fuks: Boldogultak bálja (1993)
- Fjodor Dosztojevszkij: Az idegen asszony (1994)
- Szepességi történet (1994)[7]
- Ambrus Zoltán: Giroflé és Girofla (1995)
- Jaroslav Hasek: Svejk, egy derék katona kalandjai a világháborúban (1997)
- Friedrich Hebbel : A rubin (2002)
- Salamon András: Az utolsó perc (2007)

## Díjak, elismerések
- Munka Érdemérem (1954)
- Jászai Mari-díj (1956)
- Érdemes művész (1983)
- Ajtay Andor-emlékdíj (1985)[8]
- A Magyar Köztársasági Érdemrend kiskeresztje (1995)

## Származása
| Miklósy György (Budapest, 1925. máj. 30.– Budapest, 2007. nov. 18.) színész | Apja: Miklósy Aladár (Igló, 1886. okt. 17.– Budapest, 1945. márc. 22.) színész, színigazgató     | Apai nagyapja: Miklósy Gyula (Kaposvár, 1839. jan. 13.– Kézdivásárhely, 1891. jún. 22.) színész, rendező, színigazgató | Apai nagyapai dédapja: n. a.                                                 |
| Miklósy György (Budapest, 1925. máj. 30.– Budapest, 2007. nov. 18.) színész | Apja: Miklósy Aladár (Igló, 1886. okt. 17.– Budapest, 1945. márc. 22.) színész, színigazgató     | Apai nagyapja: Miklósy Gyula (Kaposvár, 1839. jan. 13.– Kézdivásárhely, 1891. jún. 22.) színész, rendező, színigazgató | Apai nagyapai dédanyja: n. a.                                                |
| Miklósy György (Budapest, 1925. máj. 30.– Budapest, 2007. nov. 18.) színész | Apja: Miklósy Aladár (Igló, 1886. okt. 17.– Budapest, 1945. márc. 22.) színész, színigazgató     | Apai nagyanyja: Tettau Amália Anna (Pest, 1848. júl. 16.– Kolozsvár, 1901. nov. 26.)                                   | Apai nagyanyai dédapja: Tettau József (1822 körül – Budapest, 1879. máj. 6.) |
| Miklósy György (Budapest, 1925. máj. 30.– Budapest, 2007. nov. 18.) színész | Apja: Miklósy Aladár (Igló, 1886. okt. 17.– Budapest, 1945. márc. 22.) színész, színigazgató     | Apai nagyanyja: Tettau Amália Anna (Pest, 1848. júl. 16.– Kolozsvár, 1901. nov. 26.)                                   | Apai nagyanyai dédanyja: De Ponti Amália                                     |
| Miklósy György (Budapest, 1925. máj. 30.– Budapest, 2007. nov. 18.) színész | Anyja: Molnár Aranka (sz.: Mayer Aranka) (Eger, 1902. dec. 11.– Kassa, 1982. aug. 28.) színésznő | Anyai nagyapja: Mayer Gyula Károly (Heves, 1876. márc. 11.–?)                                                          | Anyai nagyapai dédapja: Mayer Rezső                                          |
| Miklósy György (Budapest, 1925. máj. 30.– Budapest, 2007. nov. 18.) színész | Anyja: Molnár Aranka (sz.: Mayer Aranka) (Eger, 1902. dec. 11.– Kassa, 1982. aug. 28.) színésznő | Anyai nagyapja: Mayer Gyula Károly (Heves, 1876. márc. 11.–?)                                                          | Anyai nagyapai dédanyja: Holczer Katalin                                     |
| Miklósy György (Budapest, 1925. máj. 30.– Budapest, 2007. nov. 18.) színész | Anyja: Molnár Aranka (sz.: Mayer Aranka) (Eger, 1902. dec. 11.– Kassa, 1982. aug. 28.) színésznő | Anyai nagyanyja: Steiner Flóra (Köln, 1876. dec. 21.–?)                                                                | Anyai nagyanyai dédapja: Steiner József                                      |
| Miklósy György (Budapest, 1925. máj. 30.– Budapest, 2007. nov. 18.) színész | Anyja: Molnár Aranka (sz.: Mayer Aranka) (Eger, 1902. dec. 11.– Kassa, 1982. aug. 28.) színésznő | Anyai nagyanyja: Steiner Flóra (Köln, 1876. dec. 21.–?)                                                                | Anyai nagyanyai dédanyja: Stein Katalin                                      |